# Ijad Madisch

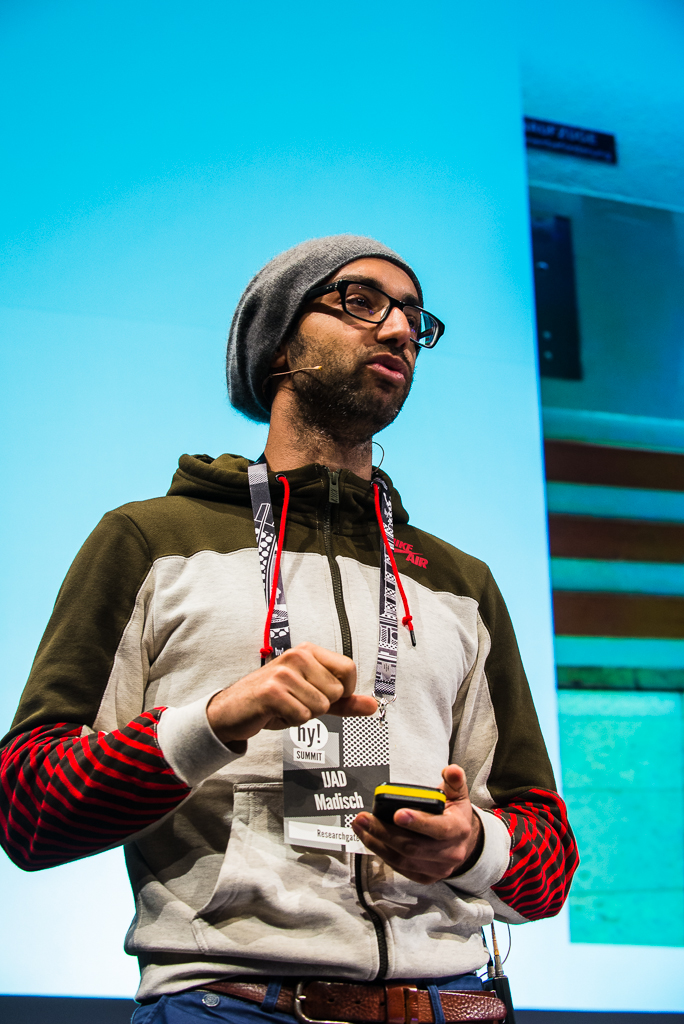
Ijad Madisch

Ijad Madisch (* 1980 in Wolfsburg) ist ein deutscher Virologe, Gründer und Chief Executive Officer (CEO) des Wissenschaftler-Netzwerkes ResearchGate sowie Mitglied des Digitalrates der deutschen Bundesregierung.

## Leben
Ijad Madisch kam als Kind einer im Jahr 1964 aus Syrien nach Deutschland eingewanderten Familie in Wolfsburg zur Welt. Er ist der Bruder des späteren Chefarztes am Krankenhaus Siloah in Hannover, Ahmed Madisch. Sein Vater war ebenfalls Arzt, der in der Türkei Medizin studiert hat.
Sein Abitur legte Ijad Madisch im Jahr 2000 in Celle am Ernestinum Celle ab.
Ijad Madisch spielt semi-professionell Beachvolleyball. Seit 2019 ist sein Partner der ehemalige deutsche Nationalspieler Finn Dittelbach. 2016–2018 spielte er mit Steffen Drößler, mit dem er es erstmals 2016 in die deutsche DVV-Rangliste geschafft hat.

## Karriere
Von 2000 bis 2007 studierte Ijad Madisch an der Medizinischen Hochschule Hannover (MHH) und wirkte als Stipendiat in den USA am Massachusetts General Hospital, Boston der Harvard Medical School. Zeitweilig parallel dazu durchlief er an der Fernuniversität Hagen ein Informatikstudium, das er jedoch nicht abschloss.
2007 wurde Madisch an der MHH promoviert durch eine Arbeit im Bereich der Virologie mit Summa cum Laude unter dem Titel Molekulare Phylogenie und bioinformatische Analysen als Grundlage für die Typisierung von humanen Adenoviren und für das Design von organspezifischen adenoviralen Gentherapievektoren und erhielt dafür den Doktorandenpreis der Medizinischen Hochschule Hannover.
Nach seinem Studium wollte Madisch zunächst in Hannover unter dem an der MHH wirkenden Professor Michael Manns in der Forschung arbeiten. Dann ging er jedoch wieder in die USA, um von 2008 bis 2010 erneut am Massachusetts General Hospital, Boston, der Harvard Medical School als Postdoktorand zu wirken. In dieser Zeit gewann Madisch den Young Investigator Prize der Radiological Society of North America in Chicago für das Projekt „High-resolution volume CT imaging of tissue-engineered bone growth: correlation between imaging, bio-mechanical strength and protein transcription analysis“.
Ausschlaggebend für seinen Wechsel in die Vereinigten Staaten war der Wunsch, das 2008 dann auch eröffnete soziale Netzwerk speziell für Wissenschaftler zum Austausch ihrer Forschungsvorhaben und -ergebnisse zu gründen, das ResearchGate. Die digitale Plattform leitet er seit 2010 zudem hauptberuflich als Chief Executive Officer (CEO).
Nach einer telefonischen Anfrage der deutschen Bundeskanzlerin Angela Merkel und einer Bedenkzeit nahm Ijad Madisch am 22. August 2018 als Mitglied des 10-köpfigen Digitalrates der Bundesregierung seine neue Arbeit in Deutschland auf.
Im August 2018 erläuterte Madisch das Thema „digitale Gründung in Deutschland“ als sein Hauptanliegen im Digitalrat: Dadurch sollen nicht nur mehr Internet-Start-ups gefördert, „sondern jede Art von Gründung digital durchdacht werden.“
Ijad Madisch ist Juror für den Breakthrough Prize Junior Challenge gegründet von Sergey Brin, Priscilla Chan, Mark Zuckerberg, Yuri Milner, Julia Milner und Anne Wojcicki. Seit 2023 ist Ijad Madisch Teil des Juroren Teams für die Green Awards.

## Auszeichnungen
Ijad Madisch ist mehrfach für die Gründung von Researchgate ausgezeichnet worden, wie z. B. mit dem Deutschen Gründerpreis, Deutscher Unternehmerpreis, Time Magazine als Next Generation Leader, Digital Star Innovation of the Year von DLD und Focus Magazin, Junge Elite Top 40 unter 40 und von Capital (Deutschland).

## Schriften
- Molekulare Phylogenie und bioinformatische Analysen als Grundlage für die Typisierung von humanen Adenoviren und für das Design von organspezifischen adenoviralen Gentherapievektoren, Dissertation 2008 an der Medizinischen Hochschule Hannover, Beiträge teilweise in deutscher, teilweise in englischer Sprache, Inhaltsverzeichnis
- Ijad Madisch, Gabi Harste, Heidi Pommer, Albert Heim: Phylogenetic analysis of the main neutralization and hemagglutination determinants of all human adenovirus prototypes as a basis for molecular classification and taxonomy. (in englischer Sprache) (J Virol. 2005 Dezember;79(24):15265-76.), online
- Ijad Madisch, Roman Wölfel, Gabi Harste, Heidi Pommer, Albert Heim: Molecular identification of adenovirus sequences: A rapid scheme for early typing of human adenoviruses in diagnostic samples of immunocompetent and immunodeficient patients (in englischer Sprache) (J Med Virol. 2006 Sep;78(9):1210-7. doi:10.1002/jmv.20683.), online
- Ijad Madisch, Soeren Hofmayer, Christian Moritz, Alexander Grintzalis, Jens Hainmueller, Patricia Pring-Akerblom, Albert Heim: Phylogenetic analysis and structural predictions of human adenovirus penton proteins as a basis for tissue-specific adenovirus vector design (in englischer Sprache) (J Virol 2007 Aug;81(15):8270-81. doi:10.1128/JVI.00048-07.) Epub 2007 May 23. online
- Soeren Hofmayer, Ijad Madisch, Sebastian Darr, Fabienne Rehren, Albert Heim: Unique sequence features of the Human Adenovirus 31 complete genomic sequence are conserved in clinical isolates (in englischer Sprache) (= BMC genomics, Vol. 10, 25. November 2009, Nr. 1, date:12.2009: 1–14), SpringerLink, 2009; online